# أرنولف الأول، كونت فلاندرز
أرنولف الأول (890 - 28 مارس 965)؛ لقب بـ الكبير، كان أول كونت فلاندرز.

## حياته
أرنولف هو الأبن البكر لـ بالدوين الثاني، مارغريف فلاندرز وإلفثريث من وسكس أبنة ألفريد العظيم، من خلال والدته هو سليل ملوك الأنجلو سكسونيون في إنجلترا، ومن خلال والده هو سليل شارلمان، أسمه جاء تكريماً لـ القديس أرنولف من ميتز سلف سلالة الكارولنجية.
مع وفاة والده في 918 أصبح أرنولف كونت فلاندرز، في حين أصبح شقيقه الأصغر أدلولف كونت بولوني، ولكن مع وفاته 933 أخذ اللقب لنفسه، ولكن تنازل عنه لاحقاً لصالح أبن أخيه أرنولف الثاني.
أرنولف الأول استطاع توسيع حكمه إلى الجنوب أكثر فأكثر بحيث احتلال أرتوا، وبونثيو، وأميان، وأوسترفنت، استغل الصراعات بين شارل البسيط وروبرت الأول ملك فرنسا، وبعد ذلك بين لويس الرابع وبارونات.
من خلال توسعاته الجنوبية كان لا محال في أن يصطدم مع النورمان الذي يحاولون تأمين حدودهم الشمالية، وقد أدى هذا إلى مقتل الدوق ويليام الأول، دوق نورماندي على يد رجال أرنولف، وأيضا تهديد الفايكنغ بدأ يتراجع خلال سنوات الأخيرة من حياته، ولفت انتباهه أنه قام باصلاح الحكومة الفلمنكية.

## الزواج والأبناء
- تزوج أرنولف أول مرة من زوجة لم يعرف اسمها، وكان لديه منها أبنة واحدة:-[6]
  - أبنة غير معروف اسمها تزوجت من إسحاق دي كامبراي؛ ومن المعروف عنهم أن أبنهما أرنولف سيخلف والدهم كـ كونت كامبراي.[6]
- في 934 تزوج من إديلا أبنة هربرت الثاني، كونت فرماندوا؛[1] وأنجبت له:-
  - هيلدغارد (ح.934 - 990)؛ تزوجت من ديريك الثاني، كونت هولندا، كان من غير مؤكد أنها أبنته من زوجته الأولى أو الثانية.[1][6]
  - ليوتغارد (962-935)؛ تزوجت من فيتشمان الرابع، كونت هامالاند.[1]
  - إغبرت (توفي.953).[1]
  - بالدوين الثالث، كونت فلاندرز؛ جعله حاكم مشترك معه في 958، ولكن توفي قبله[1]، وبذلك أصبح حفيده أرنولف الثاني الكونت التالي.
  - إلفترود؛ تزوجت من سيغفريد، كونت جوينيس.[1]